# Nalanda Instituut
Het Nalanda Instituut is een Tibetaans boeddhistisch instituut in Brussel. Vanwege de ligging in de hoofdstad trekt het publiek van verschillende nationaliteiten aan. Het boeddhistische Dharmacentrum werd opgericht in 1991 en maakt deel uit van het Tibetaans Instituut.
Het Nalanda Instituut Brussel is een cultureel centrum voor studie, meditatie en bezinning. Het werd na op de vestiging Yeunten Ling in Hoei gesticht.
Het instituut is genoemd naar de historische stad Nalanda, waar zich in de klassieke periode een belangrijk boeddhistisch leercentrum bevond.